# Precious stones
『precious stones』（プレシャス・ストーンズ）は、GEMS COMPANYのメジャー・デビュー1枚目のアルバム。2020年10月21日にavex traxから発売された。

## 概要
「豪華盤(CD+Blu-ray+フォトブック)初回受注限定生産」「Blu-ray盤(CD+Blu-ray)初回受注限定生産」「CD ONLY盤(CD)」の3形態で発売。
GEMS COMPANYの1stアルバムであり、同時にメジャー・デビュー作品である。
「豪華盤」および「Blu-ray盤」に含まれるBlu-rayには、アルバム収録曲（12曲）のMusic Videoを収録。加えてボーナスディスクとして、「豪華盤」には2019年6月30日にDMM VR THEATER YOKOHAMAで行われた1st単独ライブ『Magic Box MC fulfillのじかん』の模様が、「Blu-ray盤」には2019年12月21日に行われた『Magic Socks MC MATULIPのじかん』の模様がそれぞれ収録されている。また、封入特典として「メンバー別トレーディングカード(全10種のうち1枚ランダム)、「イベント応募シリアルナンバー」がある。
アルバムに収録されている卒業メンバー参加曲は現メンバーverとなって新録されている。

## 収録曲

### CD
1. オンリー･マイ･フレンド
作詞・作曲：瀬尾祥太郎(MONACA)
編曲：瀬尾祥太郎(MONACA)･井上馨太(MONACA)
歌：うたひな（珠根うた & 星菜日向夏）
2. しゃかりきマイライフ!
作詞・作曲：瀬尾祥太郎(MONACA)
編曲：瀬尾祥太郎(MONACA)･井上馨太(MONACA)
歌：ERINGIBEAM.（奈日抽ねね & 有栖川レイカ）
3. メッセージ
作詞・作曲・編曲：瀬尾祥太郎(MONACA)
歌：citross（音羽雫 & 城乃柚希 & 長谷みこと）
4. DESIGNED LOVE
作詞・作曲：瀬尾祥太郎(MONACA)、編曲：永谷喬夫(SURFACE)
歌：MATULIP（一文字マヤ & 赤羽ユキノ）
5. 形而境界のモノローグ
作詞・作曲・編曲：瀬尾祥太郎(MONACA)
歌：fulfill（水科葵）
6. 鮮紅の花
作詞：水科葵、作曲・編曲：岡部啓一(MONACA)
歌：水科葵
7. メロウ
作詞：水科葵、作曲・編曲：瀬尾祥太郎(MONACA)
歌：水科葵
8. 少女聖戦パラドクス
作詞：長谷みこと・瀬尾祥太郎(MONACA)
作曲・編曲：瀬尾祥太郎(MONACA)
歌：長谷みこと
9. ネットのかみさま
作詞：桃井はるこ、作曲・編曲：田中秀和(MONACA)
歌：Http:（長谷みこと & 星菜日向夏 & 水科葵 & 赤羽ユキノ）
10. JAM GEM JUMP!!!
作詞：辻純更、作曲・編曲：田中秀和(MONACA)
歌：GEMS COMPANY
11. ゴールデンスパイス
作詞：辻純更、作曲・編曲：瀬尾祥太郎(MONACA)
歌：GEMS COMPANY
12. ときめきドリームライン
作詞：辻純更、作曲・編曲：瀬尾祥太郎(MONACA)
歌：GEMS COMPANY

### Blu-ray Disc
1. オンリー･マイ･フレンド ~Music Video~
2. しゃかりきマイライフ! ~Music Video~
3. メッセージ ~Music Video~
4. DESIGNED LOVE ~Music Video~
5. 形而境界のモノローグ ~Music Video~
6. 鮮紅の花 ~Music Video~
7. メロウ ~Music Video~
8. 少女聖戦パラドクス ~Music Video~
9. ネットのかみさま ~Music Video~
10. JAM GEM JUMP!!! ~Music Video~
11. ゴールデンスパイス ~Music Video~
12. ときめきドリームライン ~Music Video~
13. ~メジャーデビュースペシャルトーク~
・城乃柚希・奈日抽ねね・水科葵編
・有栖川レイカ・星菜日向夏・赤羽ユキノ編
・一文字マヤ・音羽雫・長谷みこと編